# FADEC

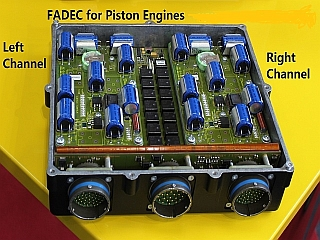
FADEC per a motor de pistó

Un control digital (o electrònic) de motor amb plena autoritat (FADEC) és un sistema que consisteix en un ordinador digital, anomenat "controlador electrònic del motor" (EEC) o "unitat de control del motor" (ECU), i els seus accessoris relacionats que controlen tots els aspectes del rendiment del motor de l'avió. S'han produït FADEC tant per a motors de pistó com per a motors de reacció.

## Història
L'objectiu de qualsevol sistema de control del motor és permetre que el motor funcioni amb la màxima eficiència en una condició determinada. Originalment, els sistemes de control del motor consistien en enllaços mecànics simples connectats físicament al motor. Movent aquestes palanques, el pilot o l'enginyer de vol podia controlar el flux de combustible, la potència de sortida i molts altres paràmetres del motor. El Kommandogerät La unitat de control del motor mecànic/hidràulic per al motor radial d'aviació de pistons BMW 801 d'Alemanya de la Segona Guerra Mundial va ser només un exemple notable d'això en les seves últimes etapes de desenvolupament. Aquest control mecànic del motor va ser progressivament substituït primer pel control electrònic analògic del motor i, més tard, pel control digital del motor.
El control electrònic analògic varia un senyal elèctric per comunicar els ajustos desitjats del motor. El sistema va ser una millora evident respecte al control mecànic, però tenia els seus inconvenients, com ara interferències de soroll electrònic comunes i problemes de fiabilitat. El control analògic amb plena autoritat es va utilitzar a la dècada del 1960 i es va introduir com a component del motor Rolls-Royce/Snecma Olympus 593 de l'avió de transport supersònic Concorde. Tanmateix, el control d'entrada més crític era digital a l'avió de producció.
Va seguir el control electrònic digital. El 1968, Rolls-Royce i Elliott Automation, conjuntament amb el National Gas Turbine Establishment, van treballar en un sistema de control de motor digital que va completar diversos centenars d'hores de funcionament en un Rolls-Royce Olympus Mk 320. A la dècada del 1970, la NASA i Pratt and Whitney van experimentar amb el seu primer FADEC experimental, pilotat per primera vegada en un F-111 equipat amb un motor esquerre Pratt & Whitney TF30 altament modificat. Els experiments van portar al Pratt & Whitney F100 i al Pratt & Whitney PW2000 com els primers motors militars i civils, respectivament, equipats amb FADEC, i més tard al Pratt & Whitney PW4000 com el primer motor comercial "dual FADEC". El primer FADEC en servei va ser el motor Rolls-Royce Pegasus desenvolupat per al Harrier II per Dowty and Smiths Industries Controls.

## Funció
Els veritables controls digitals del motor amb autoritat completa no tenen cap forma d'activació manual ni controls manuals disponibles, cosa que posa l'autoritat completa sobre tots els paràmetres de funcionament del motor a les mans de l'ordinador. Si es produeix una fallada total del FADEC, el motor falla. Si el motor es controla digitalment i electrònicament però permet l'accionament manual, es considera un EEC o ECU. Un EEC, tot i ser un component d'un FADEC, no és un FADEC per si mateix. Quan està sol, el CEE pren totes les decisions fins que el pilot vulgui intervenir. El terme FADEC sovint s'utilitza incorrectament per a controls digitals parcials del motor, com ara els que només controlen electrònicament el combustible i l'encesa. Un motor de pistó turboalimentat requeriria un control digital sobre tot el flux d'aire d'admissió per complir la definició de FADEC.
El FADEC funciona rebent múltiples variables d'entrada de la condició de vol actual, com ara la densitat de l'aire, la posició de sol·licitud de la palanca de potència, les temperatures del motor, les pressions del motor i molts altres paràmetres. L'EEC rep les entrades i les analitza fins a 70 vegades per segon. Els paràmetres de funcionament del motor, com ara el flux de combustible, la posició de l'àlep de l'estator, la posició de la vàlvula de purga d'aire i altres, es calculen a partir d'aquestes dades i s'apliquen segons correspongui. El FADEC també controla l'arrencada i el reinici del motor. El propòsit bàsic del FADEC és proporcionar una eficiència òptima del motor per a una condició de vol determinada.
El FADEC no només proporciona un funcionament eficient del motor, sinó que també permet al fabricant programar les limitacions del motor i rebre informes d'estat i manteniment del motor. Per exemple, per evitar superar una determinada temperatura del motor, el FADEC es pot programar per prendre automàticament les mesures necessàries sense la intervenció del pilot.

### Seguretat
Com que el funcionament dels motors depèn de l'automatització, la seguretat és una gran preocupació. La redundància es proporciona en forma de dos o més canals digitals separats però idèntics. Cada canal pot proporcionar totes les funcions del motor sense restriccions. El FADEC també monitoritza una varietat de dades procedents dels subsistemes del motor i dels sistemes relacionats de l'aeronau, proporcionant un control del motor tolerant a fallades.
Els problemes de control del motor que causen simultàniament la pèrdua d'empenta en fins a tres motors s'han citat com a causants de l'accident d'un avió Airbus A400M a Sevilla, Espanya, el 9 de maig de 2015. El director d'estratègia d'Airbus, Marwan Lahoud, va confirmar el 29 de maig que un programari de control del motor instal·lat incorrectament va causar l'accident mortal. "No hi ha defectes estructurals [amb l'avió], però tenim un problema de qualitat greu en el muntatge final."

### Aplicacions
Un vol típic d'un avió de transport civil pot il·lustrar la funció d'un FADEC. La tripulació de vol primer introdueix dades de vol com ara les condicions del vent, la longitud de la pista o l'altitud de creuer al sistema de gestió de vol (FMS). L'FMS utilitza aquestes dades per calcular la configuració de potència per a les diferents fases del vol. En l'enlairament, la tripulació de vol avança la palanca de potència fins a una posició predeterminada o opta per un enlairament amb accelerador automàtic si està disponible. Els FADEC ara apliquen el paràmetre d'empenta d'enlairament calculat enviant un senyal electrònic als motors; no hi ha cap connexió directa amb el flux de combustible obert. Aquest procediment es pot repetir per a qualsevol altra fase del vol.
Durant el vol, es fan constantment petits canvis en el funcionament per mantenir l'eficiència. L'empenta màxima està disponible per a situacions d'emergència si la palanca de potència s'avança al màxim, però no es poden superar els límits; la tripulació de vol no té cap manera d'anul·lar manualment el FADEC.

## Avantatges
- Protecció automàtica del motor contra operacions fora de tolerància
- Més segur, ja que l'ordinador FADEC de múltiples canals proporciona redundància en cas de fallada
- Maneig del motor sense preocupacions, amb ajustos d'empenta garantits
- Capacitat d'utilitzar un sol tipus de motor per a requisits d'empenta àmplia simplement reprogramant els FADEC
- Proporciona arrencada semiautomàtica del motor
- Proporciona un control de ralentí elevat adequat per a l'escalfament del motor de pistó
- Millor integració de sistemes amb motors i sistemes d'avió
- Pot proporcionar monitorització i diagnòstic de l'estat del motor a llarg termini
- El nombre de paràmetres externs i interns utilitzats en els processos de control augmenta en un ordre de magnitud
- Redueix el nombre de paràmetres que han de monitorar les tripulacions de vol
- A causa de l'elevat nombre de paràmetres monitoritzats, el FADEC fa possibles els "Sistemes tolerants a fallades" (on un sistema pot funcionar dins dels límits de fiabilitat i seguretat requerits amb certes configuracions de fallades).

## Desavantatges
- Els controls digitals del motor amb plena autoritat no tenen cap forma d'anul·lació manual disponible, cosa que posa plena autoritat sobre els paràmetres de funcionament del motor a les mans de l'ordinador. (vegeu la nota)
  - Si es produeix una fallada total del FADEC, el motor falla. (vegeu la nota)
  - En cas de fallada total del FADEC, els pilots no tenen controls manuals per reiniciar el motor, accelerar o altres funcions. (vegeu la nota)
  - El risc d'un únic punt de fallada es pot mitigar amb FADEC redundants (suposant que la fallada és una fallada de maquinari aleatòria i no el resultat d'un error de disseny o fabricació, que pot causar fallades idèntiques en tots els components redundants idèntics). (vegeu la nota)
- Alta complexitat del sistema en comparació amb els sistemes de control hidromecànics, analògics o manuals
- Alt esforç de desenvolupament i validació del sistema a causa de la complexitat
- Mentre que en una crisi (per exemple, contacte imminent amb el terreny), un motor que no és FADEC pot produir significativament més que el seu impuls nominal, un motor FADEC sempre funcionarà dins dels seus límits. (vegeu la nota)

Nota: La majoria dels motors d'avió moderns controlats per FADEC (especialment els del tipus turboeix) es poden anul·lar i posar en mode manual, cosa que contraresta eficaçment la majoria dels desavantatges d'aquesta llista. Els pilots han de ser molt conscients d'on es troba el seu accionament manual, ja que l'activació accidental del mode manual pot provocar un sobreràpid del motor.